# Lobovalgus caudatus
Lobovalgus caudatus är en skalbaggsart som beskrevs av Louis Burgeon 1935. Lobovalgus caudatus ingår i släktet Lobovalgus och familjen Cetoniidae. Inga underarter finns listade i Catalogue of Life.